# Leiopus bedeli
Leiopus bedeli là một loài bọ cánh cứng trong họ Cerambycidae.